# Uterga
Uterga è un comune spagnolo di 158 abitanti situato nella comunità autonoma della Navarra.